# Stazione di Katsutadai
La stazione di Katsutadai (勝田台駅?, Katsutadai-eki) è una stazione ferroviaria della città di Yachiyo, nella prefettura di Chiba, in Giappone, e serve la linea principale Keisei delle ferrovie Keisei. Si trova direttamente collegata con la stazione di Tōyō-Katsutadai, capolinea della ferrovia Rapida Tōyō.

## Linee
Ferrovie Keisei
● Linea principale Keisei

## Struttura
La stazione è dotata di 2 binari in superficie con due banchine laterali collegate al fabbricato viaggiatori situato al piano interrato, in comune con quello della stazione di Tōyō-Katsutadai da scale fisse, mobili e ascensori.
| 1 | ■ Linea principale Keisei | per Funabashi, Aoto, Nippori, Keisei Ueno per Oshiage, linea Asakusa e linea Keikyū principale |
| 2 | ■ Linea principale Keisei | per Keisei Sakura, Narita Aeroporto e Higashi-Narita                                           |

## Stazioni adiacenti
| «                       | Servizio                               | »                       |
| Linea Keisei principale | Linea Keisei principale                | Linea Keisei principale |
| ----------------------- | -------------------------------------- | ----------------------- |
| Keisei Ōwada            | ■ Locale ■ Rapido                      | Shizu                   |
| Yachiyodai              | ■ Esp. Lim. pendolari                  | Shizu                   |
| Yachiyodai              | ■ Espresso Limitato ■ Esp. Lim. Rapido | Keisei Sakura           |